# プロビデンス・グレイズ

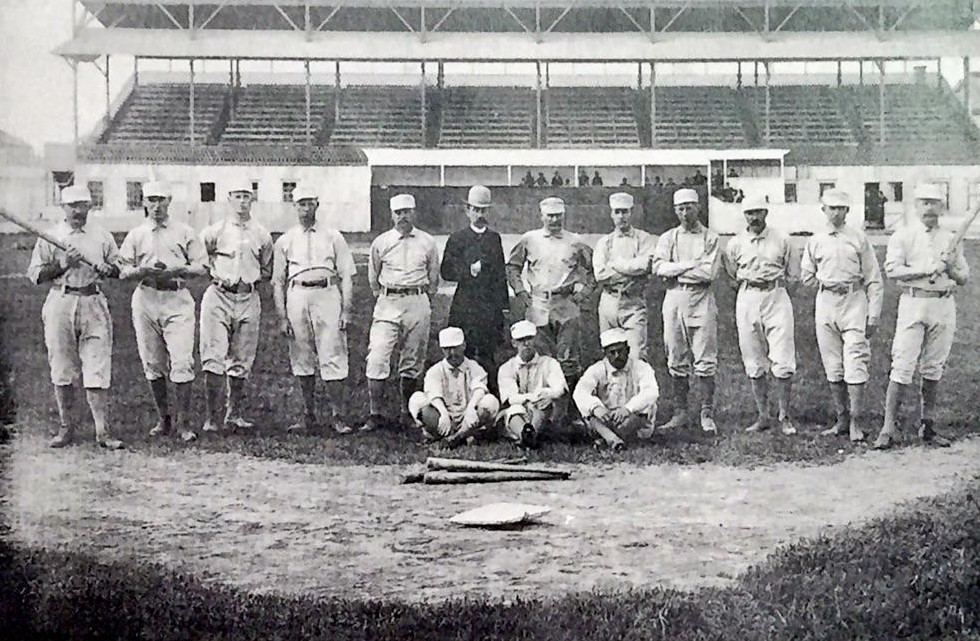
1884年のプロビデンス・グレイズ。（本拠地メッサー・ストリート・グラウンズにて）

プロビデンス・グレイズ（Providence Grays）は、1878年から1885年まで、ロードアイランド州プロビデンスを本拠地とし、メジャーリーグのナショナルリーグに所属していたプロ野球チーム。

## 球団史
ロードアイランド州に1878年に創設され、ナショナルリーグに加盟した。SABR等の資料によると、この球団は1879年に、当時ブラウン大学の選手だったウィリアム・エドワード・ホワイトをチームに所属させており、ホワイトは1879年6月21日に1試合だけ試合に出場した記録がある。ホワイトはアフリカ系アメリカ人と見られており、近年この記録がメジャーリーグにおいてアフリカ系アメリカ人が最初に出場した試合ではないかと見られている。
チームは参加当初から常にナショナルリーグの上位に位置し、2年目の1879年にはポール・ハインズが首位打者を獲得、リーグ優勝を成し遂げた。1880年6月17日には、後に野球殿堂入りするモンテ・ウォードがメジャーリーグ史上2度目の完全試合を達成している。また1883年7月25日にはチャールズ・ラドボーンがノーヒットノーランを達成、1884年6月7日には、チャーリー・スウィーニーが1試合19奪三振という当時のメジャー記録を作った。
2度目のリーグ優勝は1884年のことで、この時はユニオン・アソシエーション結成に伴う選手不足の中、チャールズ・ラドボーンがシーズン59勝（当時の記録は60勝）を挙げ、この年から始まったアメリカン・アソシエーションの優勝チームとの年間王者決定シリーズにも勝利した。しかし1885年、それまで常に優勝争いをしていたチームだったグレイズが優勝争いから脱落すると、運営基盤の弱さが露呈し急速に客足が遠のいてしまう。この年オフに経営が破綻、チームはナショナルリーグを脱退し解散した（資料によっては、翌1886年シーズン途中までイースタンリーグに所属し活動していたとされている）。
なお後年1891年に同名の球団が作られ、1929年までマイナーリーグで活動していた。この球団にはベーブ・ルースが投手として所属していた。

## 戦績
| 年度   | リーグ | 試合 | 勝利 | 敗戦 | 勝率 | 順位 | 監督                                                   | 本拠地                |
| ------ | ------ | ---- | ---- | ---- | ---- | ---- | ------------------------------------------------------ | --------------------- |
| 1878年 | NL     | 62   | 33   | 27   | .550 | 2位  | トム・ヨーク                                           | Messer Street Grounds |
| 1879年 | NL     | 85   | 59   | 25   | .702 | 1位  | ジョージ・ライト                                       | Messer Street Grounds |
| 1880年 | NL     | 87   | 52   | 32   | .619 | 2位  | マイク・マクギアリー モンテ・ウォード マイク・ドーガン | Messer Street Grounds |
| 1881年 | NL     | 85   | 47   | 37   | .560 | 2位  | ジャック・ファレル トム・ヨーク                        | Messer Street Grounds |
| 1882年 | NL     | 84   | 52   | 32   | .619 | 2位  | ハリー・ライト                                         | Messer Street Grounds |
| 1883年 | NL     | 98   | 58   | 40   | .592 | 3位  | ハリー・ライト                                         | Messer Street Grounds |
| 1884年 | NL     | 114  | 84   | 28   | .750 | 1位  | フランク・バンクロフト                                 | Messer Street Grounds |
| 1885年 | NL     | 111  | 53   | 57   | .482 | 4位  | フランク・バンクロフト                                 | Messer Street Grounds |

## 所属した主な選手
- ポール・ハインズ：1878年に打撃三冠（.358,4本塁打,50打点）、1879年に首位打者、最多安打
- チャールズ・ラドボーン：1884年にメジャーリーグ記録の年間60勝（現在のルールでは59勝）を挙げた。
- モンテ・ウォード：プロビデンスでは通算145勝を挙げた。
- ジョージ・ライト
- ジョー・スタート

## 主な球団記録
球団戦績
- リーグ優勝：2回（1879年、1884年）、年間王者決定戦優勝1回（1884年）

通算記録
- 通算安打数：964（ポール・ハインズ）
- 通算本塁打：23（ポール・ハインズ）
- 通算打点数：323（ポール・ハインズ）
- 通算勝利数：193（チャールス・ラドボーン）
- 通算防御率：1.95（チャールズ・ラドボーン）